# Unione Sportiva Cremonese 1940-1941
Questa pagina raccoglie le informazioni riguardanti l'Unione Sportiva Cremonese nelle competizioni ufficiali della stagione 1940-1941.

## Stagione
Nella stagione 1940-1941 la Cremonese ha partecipato al campionato di Serie C girone B, ottenendo l'ottavo posto in classifica.

## Rosa
| N. |                   | Ruolo | Calciatore            |
| -- | ----------------- | ----- | --------------------- |
|    | Italia (bandiera) | D     | Enzo Allodi           |
|    | Italia (bandiera) | A     | Pietro Arcari         |
|    | Italia (bandiera) | P     | Enzo Armelloni        |
|    | Italia (bandiera) | C     | Eugenio Bergonzi      |
|    | Italia (bandiera) | P     | Domenico Bertazzoli   |
|    | Italia (bandiera) | D     | Biagio Bobbio         |
|    | Italia (bandiera) | C     | E. Bonazzoli          |
|    | Italia (bandiera) | A     | Anacleto Brambilla    |
|    | Italia (bandiera) | A     | Franco Bulloni        |
|    | Italia (bandiera) | C     | Angelo Catesi         |
|    | Italia (bandiera) | A     | Gino Cavagnini        |
|    | Italia (bandiera) | C     | Francesco Del Morgine |
|    | Italia (bandiera) | P     | Bruno Dernini         |

| N. |                   | Ruolo | Calciatore       |
| -- | ----------------- | ----- | ---------------- |
|    | Italia (bandiera) | A     | Andrea Dugnani   |
|    | Italia (bandiera) | D     | Umberto Franzini |
|    | Italia (bandiera) | C     | Angelo Frassi    |
|    | Italia (bandiera) | C     | Vaifro Goffi     |
|    | Italia (bandiera) | C     | Pio Gramigna     |
|    | Italia (bandiera) | C     | Giacomo Mari     |
|    | Italia (bandiera) | A     | Sergio Martelli  |
|    | Italia (bandiera) | A     | Carlo Moreschi   |
|    | Italia (bandiera) | C     | Federico Perini  |
|    | Italia (bandiera) | A     | G. Ranelli       |
|    | Italia (bandiera) | C     | V. Ranelli       |
|    | Italia (bandiera) | C     | Adelmo Rigoli    |
|    | Italia (bandiera) | D     | Franco Terni     |

## Risultati

### Serie C - Girone B

#### Girone di andata
| Arbitro: | Neri (Vicenza) |

|  |           |                         |
|  | Marcatori | 2’ Giovenzana 86’ Villa |

| Arbitro: | Zeni (Casalpusterlengo) |

|                             |           |            |
| Gandolfi 22’ Del Grosso 63’ | Marcatori | 5’ Bulloni |

| Cremona 3 novembre 1940 3ª giornata | Cremonese        | 0 – 0 | Piacenza | Polisportivo Roberto Farinacci\| Arbitro: \| Codeluppi (Lodi) \| |
| Arbitro:                            | Codeluppi (Lodi) |       |          |                                                                  |

| Arbitro: | Dagnino (Genova) |

|                            |           |                          |
| Moscatello 32’ Falconi 65’ | Marcatori | 44’ Bergonzi 55’ Bulloni |

| Arbitro: | Mantovani (Poggio Renatico) |

|                           |           |              |
| Arcari III 5’ Bulloni 43’ | Marcatori | 59’ Grisanti |

| Arbitro: | Maggi (Novara) |

|  |           |             |
|  | Marcatori | Bulloni 77’ |

| Arbitro: | Tassini (Verona) |

|                           |           |           |
| Catesi 20’ Arcari III 75’ | Marcatori | 50’ Fossa |

| Arbitro: | Rosso (Torino) |

|            |           |                           |
| Gelosa 69’ | Marcatori | 70’ Catesi 82’ Arcari III |

| Arbitro: | Andreoni (Milano) |

|                |           |             |
| Arcari III 55’ | Marcatori | 23’ Zorzolo |

| Arbitro: | Neri (Vicenza) |

|               |           |                                        |
| Sallustio 76’ | Marcatori | 28’ Martelli 44’ Catesi 80’ Arcari III |

| Arbitro: | Zilli (Reggio Emilia) |

|                          |           |                |
| Fattori 53’ Corbioli 75’ | Marcatori | 39’ Arcari III |

| Arbitro: | Zilli (Reggio Emilia) |

|                           |           |                             |
| Moreschi 12’ Martelli 87’ | Marcatori | 67’ Cavazzuti 78’ Marmiroli |

| Arbitro: | Coletti (Treviso) |

|                           |           |             |
| Pompei 70’ 72’ Fedeli 79’ | Marcatori | 5’ Martelli |

| Arbitro: | Leoni (Milano) |

|                                    |           |           |
| Arcari III 30’ (rig.) Martelli 40’ | Marcatori | 68’ Messi |

| Arbitro: | Buratti (Milano) |

|                                                                 |           |              |
| Taccani 49’ Fusi 52’ Magni 64’ Villa 75’ Teruzzi 77’ Solcia 89’ | Marcatori | 16’ Moreschi |

#### Girone di ritorno
| Arbitro: | Ferrari (Vicenza) |

|            |           |                            |
| Lecchi 82’ | Marcatori | 43’ Bulloni 71’ Arcari III |

| Arbitro: | Buratti (Milano) |

|                                 |           |                                |
| Goffi 82’ Arcari III 88’ (rig.) | Marcatori | 37’ Ferrari 79’ 85’ Del Grosso |

| Arbitro: | Carpani (Milano) |

|                                                      |           |                                                           |
| Mazzocchi 16’ Brugola 34’ Bertuzzi 41’ Mazzocchi 57’ | Marcatori | 8’ Bonazzoli 31’ 60’ Martelli 73’ Arcari III 85’ Moreschi |

| Arbitro: | Rossi (Milano) |

|                                |           |             |
| Arcari III 1’ Moreschi 38’ 75’ | Marcatori | 47’ Falconi |

| Arbitro: | De Benedictis (Padova) |

|                                                           |           |  |
| Vecchi 36’ Grisanti 67’ Frattini 79’ (rig.) Mantovani 87’ | Marcatori |  |

| Arbitro: | Caraglio (Grosseto) |

|                |           |  |
| Ranelli II 52’ | Marcatori |  |

| Arbitro: | Neri (Vicenza) |

|                                         |           |                |
| Gamberini 10’ Ziletti 23’ Gamberini 40’ | Marcatori | 60’ 65’ Frassi |

| Arbitro: | Cristianello (Bari) |

|                                                      |           |             |
| Moreschi 1’ Brambilla 60’ Bonazzoli 85’ Moreschi 90’ | Marcatori | 65’ Colombo |

| Arbitro: | Neri (Vicenza) |

|                                         |           |  |
| Melato 1’ 24’ 40’ Antona 58’ Melato 77’ | Marcatori |  |

| Arbitro: | Buratti (Milano) |

|                |           |               |
| Ranelli II 17’ | Marcatori | 79’ 82’ Mazza |

| Cremona 4 maggio 1941 26ª giornata | Cremonese       | 0 – 0 | Audace SME | Polisportivo Roberto Farinacci\| Arbitro: \| Ghetti (Modena) \| |
| Arbitro:                           | Ghetti (Modena) |       |            |                                                                 |

| Arbitro: | Cipriani (Milano) |

|                          |           |                |
| Romitti Zecchi Marmiroli | Marcatori | rig.’ Franzini |

| Arbitro: | Andreoni (Milano) |

|               |           |              |
| Bonazzoli 75’ | Marcatori | 57’ Pedretti |

| Arbitro: | Sverzellati (Modena) |

|  |           |              |
|  | Marcatori | 10’ Martelli |

| Arbitro: | Bearzi (Venezia) |

|                                        |           |  |
| Franzini 3’ (rig.) Ranelli II Martelli | Marcatori |  |